# アンドレア・フーバー
アンドレア・フーバー（Andrea Huber、1975年5月9日 - ）は、スイス、グラウビュンデン州マローヤ郡サメーダン出身の元クロスカントリースキー選手。1990年代から2000年代にかけて国際大会で活躍した。

## プロフィール
1993年1月9日にクロスカントリースキー・ワールドカップデビュー、10kmクラシカル49位となった。1995年ノルディックスキー世界選手権代表に選出されたが5km61位、パシュート56位に終わった。
1997年ノルディックスキー世界選手権と1999年ノルディックスキー世界選手権でともに5kmで17位となったのが最高位。
1998年長野オリンピックでは個人5kmは45位に終わったが4×5kmリレーでは4位入賞を果たした。4年後の2002年ソルトレイクシティオリンピックでは個人スプリント27位、ローレンス・ローシャ、ブリギット・アルブレヒト＝ロレタン、ナターシャ・レオナルディ・コルテシと組んだ4×5kmリレーでは銅メダルを獲得した。
ワールドカップでは1998年に個人スプリントで4位になったのが自己最高位、総合では1999-2000シーズンの38位が自己最高位。